# Red Bank (wybrzeże Blind Bay)
Red Bank – stromy brzeg (bank) w kanadyjskiej prowincji Nowa Szkocja, w hrabstwie Halifax (44°31′25″N, 63°50′42″W), na północnym wybrzeżu zatoki Blind Bay; nazwa urzędowo zatwierdzona 20 października 1975.